# ألريكك إيكري
ألريكك إيكري (بالنرويجية: Ulrikke Eikeri‏) مواليد 16 ديسمبر 1992 في أوسلو، هي لاعبة كرة مضرب نرويجية بدأت مسيرتها كمحترفة سنة 2007 وتحتل حالياً المرتبة 357 (21 مارس 2016) في تصنيف رابطة محترفات كرة المضرب. أعلى تصنيف لها في الفردي كان 209. أعلى تصنيف لها في الزوجي كان 188.

## روابط خارجية
- ألريكك إيكري على موقع رابطة محترفات التنس (الإنجليزية)
- ألريكك إيكري على موقع الاتحاد الدولي لكرة المضرب (الإنجليزية)
- ألريكك إيكري على موقع كأس بيلي جين كينغ (الإنجليزية)
- ألريكك إيكري على موقع بطولة ويمبلدون (الإنجليزية)
- ألريكك إيكري على موقع خلاصة التنس.كوم (الإنجليزية)
- ألريكك إيكري على موقع إي إس بي إن.كوم (الإنجليزية)